# Serrasentis sciaenus
Serrasentis sciaenus är en hakmaskart som beskrevs av Bilgees 1972. Serrasentis sciaenus ingår i släktet Serrasentis och familjen Rhadinorhynchidae. Inga underarter finns listade i Catalogue of Life.